# 립스틱 프린스
《립스틱 프린스》는 대한민국의 텔레비전 프로그램이다. On Style에서 방영되었으며, 총 시즌 2로 완결되었다.

## 출연진

### 시즌 1
- 김희철
- 토니안
- 피오
- 유권
- 서은광
- 셔누
- 도영
- 로운

### 시즌 2
- 김희철
- 토니안
- 피오
- 서은광
- 셔누
- 로운
- 엔
- 쟈니